# 蒂姆·斯威尼
蒂姆·斯威尼（英語：Tim Sweeney，1967年4月12日—），美国男子冰球运动员，场上位置是前锋。他曾代表美国国家队参加1992年冬季奥林匹克运动会冰球比赛，获得第四名。